# Desastres em 2017
Esta página lista os fatos e referências dos desastres que aconteceram durante o ano de 2017.

## Janeiro
- 3 de janeiro - Sismo de 4,5 na escala de Richter atinge o Maranhão e o Piauí.[1][2][3]
- 6 de janeiro - Em Boa Vista, 31 presos foram mortos em ação atribuída ao PCC na Penitenciária Agrícola de Monte Cristo.[4][5]
- 14 de janeiro - Durante uma rebelião na Penitenciária Estadual de Alcaçuz, 26 presos são assassinados por detentos de facções rivais.[6][7]
- 16 de janeiro - A queda do voo Turkish Airlines 6491 da Turkish Airlines, entre Hong Kong e Istambul, com uma escala em Bisqueque (Quirguistão), causou a morte de 37 pessoas.[8][9]
- 18 de janeiro - Atentado à bomba em Gao, quando um homem-bomba conduziu um veículo com explosivos contra um acampamento militar perto de Gao, no Mali, matando 77 pessoas e dezenas de feridos.[10][11][12]
- 19 de janeiro - Queda de avião em Paraty, Rio de Janeiro cai com 4 pessoas a bordo, sendo o ministro do STF e relator da Lava Jato, Teori Zavascki uma das vítimas fatais.[13][14][15]
- 19 de janeiro - Queda do Edifício Plasco, em Teerã, no Irã. Construído em 1962, desabou, matando 20 bombeiros e ferindo mais de 70 outras pessoas.[16][17]
- 29 de janeiro - Atentado à mesquita de Quebec, um ataque terrorista contra o Centro Cultural Islâmico de Quebec, no Canadá. Seis pessoas foram mortas e outras dezenove ficaram feridas.[18]

## Fevereiro
- 4 de fevereiro - Mais de 100 pessoas morrem após aumento da violência urbana no estado brasileiro do Espírito Santo por conta da greve da Polícia Militar deste estado.[19][20]
- 13 de fevereiro - Atentado em Lahore, um ataque suicida em The Mall em Lahore, Paquistão, onde um grupo protestava em frente à assembleia provincial de Punjab.[21] 18 pessoas morreram, e pelo menos 87 ficaram feridas.[22][23][24]

## Março
- 16 de março - Explosão de carta-bomba no escritório do FMI em Paris deixa 1 ferido.[25]
- 16 de março - Tiroteio em escola deixa feridos em Grasse, no sul da França.[26]
- 22 de março - Atentado em Westminster de 2017 - Tiroteio nos arredores do Palácio de Westminster, onde funciona o Parlamento do Reino Unido em Londres, deixa 4 mortos e 20 feridos.[27]
- 24 de março - Tiroteio em frente a uma estação de metrô em Lille, França, deixa três feridos.[28]
- 31 de março - Naufrágio do Stellar Daisy, graneleiro do armador sul-coreano Polaris Shipping, com bandeira das Ilhas Marshall, naufragou no Atlântico Sul, deixando 22 tripulantes desaparecidos.[29][30]

## Abril
- 3 de abril - Ataque terrorista deixa ao menos 14 mortos e dezenas de feridos no metrô de São Petersburgo, na Rússia.[31][32]
- 4 de abril - O governo sírio é acusado do uso de arma química (gás sarin) em um ataque que culminou em mais de oitenta mortes.[33]
- 6 de abril - Os Estados Unidos lançam dezenas de mísseis contra a Síria em resposta ao ataque químico.[34]
- 7 de abril - Atentado terrorista mata quatro pessoas e deixa doze feridos em Estocolmo, na Suécia.[35]
- 9 de abril - Atentados terroristas em duas igrejas cristãs coptas nas cidades de Tanta e Alexandria, no Egito, deixam ao menos quarenta e quatro mortos.[36]
- 9 de abril - Atentado com carro-bomba deixa dez mortos em Mogadíscio, na Somália.[37]
- 10 de abril - Tiroteio em escola de San Bernardino, na Califórnia, deixam dois mortos e dois feridos.[38]
- 11 de abril - Explosão mata dez pessoas em Diyarbakir, na Turquia.[39]
- 15 de abril - Terremoto de magnitude 6,1 atinge o norte do Chile.[40]
- 20 de abril - Atentado terrorista na Avenida Champs-Élysées, em Paris, deixa policial e suspeito mortos.[41]

## Maio
- 6 de maio - Tiroteios em Paris às vésperas das eleições presidenciais deixaram um ferido que se encontrava dentro do carro no estacionamento de um restaurante Burger King.[42]
- 22 de maio - Atentado terrorista deixa 22 mortos e 59 feridos em Manchester, na Inglaterra, após um show da cantora norte-americana Ariana Grande.[43][44]
- 31 de maio - Ataque em Cabul mata 90 pessoas e deixa 460 feridos.[45][46][47] Suspeitou-se da Rede Haqqani com a ajuda do ISI do Paquistão.[48][49] O Talibã negou envolvimento e condenou o ataque.[50][51][52]

## Junho
- 2 de junho - Ataque ao Resorts World Manila na capital das Filipinas, Manila, onde 36 pessoas morreram por intoxicação, após um homem incendiar várias mesas no complexo.[53][54]
- 3 de junho - Atentado terrorista em Londres faz 7 mortos e 48 feridos.[55]
- 7 de junho - Acidente do Shaanxi Y-8 prefixo 5820, quando uma aeronave Shaanxi Y-8F-200 desapareceu em um voo de Myeik para Rangum com 122 pessoas a bordo.[56]
- 7 de junho - Ataques em Teerã, contra o parlamento iraniano e o Mausoléu de Ruhollah Khomeini, com 18 mortos e 52 feridos.[57][58][59] O ISIS reivindicou os ataques.
- 14 de junho - Incêndio na torre Grenfell no bairro de Kensington em Londres, Reino Unido, com 72 mortes e várias vítimas feridas.[60][61][62][63]
- 17 de junho - Incêndio florestal em Pedrógão Grande, Portugal, provocando 64 vítimas mortais e mais de 100 feridos.[64]

## Agosto
- 14 de agosto - Deslizamentos de terra em Serra Leoa, provoca mais de 300 mortos e mais de 600 desaparecidos.[65][66]
- 15 de agosto - Queda de árvore no Monte, no Funchal, provoca treze mortos e dezenas de feridos numa festa dedicada à padroeira da ilha.[67]
- 17 de agosto - Atentados terroristas do Estado islâmico causam a morte de ao menos 14 pessoas e ferimentos em mais de 100 na Catalunha, Espanha.[68]
- 21 de agosto - Ocorre um sismo na ilha de Ísquia, no Golfo de Nápoles, causando 2 mortos e 36 feridos.[69][70]
- 22 de agosto - Naufrágio do Capitão Ribeiro, que fazia o transporte clandestino de passageiros entre Santarém e Vitória do Xingu. 23 pessoas morreram.[71][72]
- 24 de agosto - Naufrágio do Cavalo Marinho I, nas águas da Baía de Todos-os-Santos, Bahia. Durante a Travessia Salvador–Mar Grande, a lancha naufragou ocasionando 23 mortes.[73][74][75][76]
- 30 de agosto - Furacão Irma se forma perto na costa da ilha africana de Cabo Verde, seguindo em direção ao Caribe, como Tempestade Tropical, indo para Furacão

## Setembro
- 6 de setembro - Furacão Irma chega ao Caribe, como categoria 5, com ventos máximos de 300 km/h, rumo aos Estados Unidos, na Flórida. Junto ao Irma se forma o Furacão Jose e o Furacão Katia, que está no Golfo do México, indo em direção a Costa Mexicana...
- 10 de setembro - Furacão Irma chega a Flórida após devastar o Caribe.[77]
- 18 de setembro - Tiroteio em Rio de Janeiro, 6 mortos, 16 presos, 22 fuzis, 2 bombas, 8 granadas, 84 carregadores e mais de 2 mil munições, 950 Militares do Exército[78]
- 19 de setembro - Terremoto de magnitude 7,1 deixa pelo menos 358 mortos no México, esse foi o segundo terremoto que atingiu o país só nesse mês.[79]

## Outubro
- 1 de outubro - Atirador solitário em Las Vegas causa o maior massacre com armas de fogo na história dos EUA.[80][81][82]
- 5 de outubro - Homem ateia fogo em creche e em seu próprio corpo no município brasileiro de Janaúba, em Minas Gerais, deixando dezenas de feridos e mortos; dentre estes o suicida, crianças e a professora Heley de Abreu Silva Batista, que ficou conhecida por ter salvo várias crianças.[83]
- 14 de outubro - Ocorre, na Somália, um ataque terrorista com caminhões-bombas em Mogadíscio (capital do país), resultando em mais de 350 mortes, quase 400 feridos e 56 pessoas desaparecidas.[84]
- 15 de outubro - Dia com mais incêndios em Portugal, 500 incêndios ao todo, matando 49 pessoas, 45 em Portugal e 4 na Galiza, também atingida pelos incêndios.[85]
- 20 de outubro - Dois adolescentes são mortos e outros quatro ficam feridos após atentado no Colégio Goyases, em Goiânia.[86]
- 31 de outubro - Atentado de Nova York, quando um uzbeque jogou uma caminhonete contra ciclistas e corredores, em Lower Manhattan, Nova York, Estados Unidos. O ataque matou oito pessoas e feriu outras 12.[87][88]

## Novembro
- 12 de novembro - Terremoto no Irã de magnitude 7,3 na escala Richter deixa mais de 400 mortos e milhares de feridos.[89]
- 15 de novembro - Seca grave no sul da Europa, principalmente na Península Ibérica. Várias nascentes ficam sem água, incluindo as do Rio Douro.[90]
- 15 de novembro - Naufrágio do ARA San Juan (S-42), um submarino tipo TR-1700 da Marinha Argentina, a tripulação de 44 membros fez o último contato entre Ushuaia e Mar del Plata, desaparecendo em seguida.[91]

## Dezembro
- 7 de dezembro - Ataque em Semuliki, por elementos das Forças Democráticas Aliadas contra a base da MONUSCO, em Kivu do Norte, República Democrática do Congo, que resultou na morte de quinze funcionários da missão de manutenção de paz da ONU e provocou outros 53 feridos.[92][93]
- 21 de dezembro - Incêndio de Jecheon de 2017, ocorrido num centro esportivo da cidade sul-coreana, resultando em 29 mortos e 36 feridos. Vinte dos mortos ficaram presos dentro de uma sauna.[94]
- 25 de dezembro - Motorista invade estação de metrô em Moscou com um ônibus e deixa mortos.[95]